# Vorgebirgsbahn
| |                                             |                                                |                                                |
| Streckennummer (DB): | 9261                                        |                                                |                                                |
| Kursbuchstrecke (DB): | 473.2                                       |                                                |                                                |
| Kursbuchstrecke: | 251 (1946) 251a (Efferen – Hermülheim 1946) |                                                |                                                |
| Streckenlänge: | ca. 32 km                                   |                                                |                                                |
| Spurweite: | 1435 mm (Normalspur)                        |                                                |                                                |
| Stromsystem: | 750 V =                                     |                                                |                                                |
| |                                             |                                                |                                                |
| Eröffnung: | 1897                                        |                                                |                                                |
| Eigentümer: | Häfen und Güterverkehr Köln                 |                                                |                                                |
| \| \| \| weiter im Innenstadttunnel \| \| \| \| \| Barbarossaplatz heutige Haltestelle \| \| \| \| \| Barbarossaplatz \| \| \| \| 0,0 \| Köln Barbarossaplatz KBE-Endbahnhof \| Köln Barbarossaplatz KBE-Endbahnhof \| \| \| \| Linke Rheinstrecke (Köln ↔ Hürth-Kalscheuren) \| \| \| \| \| Eifelwall/Stadtarchiv \| \| \| \| \| Weißhausstraße \| \| \| \| \| Arnulfstraße \| \| \| \| \| Sülzburgstraße \| \| \| \| \| Gürtelstrecke \| \| \| \| \| Sülzgürtel \| \| \| \| \| Neuenhöfer Allee Häuserblockschleife \| \| \| \| \| Klettenbergpark \| \| \| \| \| Eigentumsgrenze KVB/HGK \| \| \| \| \| Schwarze Bahn von Köln-Sülz \| \| \| \| \| von Köln Eifeltor (DBAG) \| \| \| \| 3,0 \| Köln-Klettenberg \| Köln-Klettenberg \| \| \| \| A4 \| \| \| \| 4,7 \| Efferen (ehem. Bf) \| Efferen (ehem. Bf) \| \| \| 5,5 \| Kiebitzweg \| Kiebitzweg \| \| \| 6,3 \| Hürth-Hermülheim \| Hürth-Hermülheim \| \| \| \| \| \| \| \| \| Kendenich Gbf \| \| \| \| \| Schwarze Bahn nach Berrenrath \| \| \| \| 8,2 \| Fischenich \| Fischenich \| \| \| \| \| \| \| \| 8,5 \| Ehrang ↔ Hürth-Kalscheuren \| Ehrang ↔ Hürth-Kalscheuren \| \| \| 10,6 \| Brühl-Vochem \| Brühl-Vochem \| \| \| \| Güterumgehungsbahn (bis 1964) \| \| \| \| \| nach Wesseling \| \| \| \| 11,7 \| Brühl Nord \| Brühl Nord \| \| \| \| Mödrath-Liblar-Brühler Eisenbahn \| \| \| \| 12,3 \| Brühl Mitte \| Brühl Mitte \| \| \| 13,6 \| Brühl Süd \| Brühl Süd \| \| \| 15,0 \| Pingsdorf \| Pingsdorf \| \| \| 14,0 \| Badorf \| Badorf \| \| \| \| Streckenverlegung 1931 \| \| \| \| 15,9 \| Eckdorf \| Eckdorf \| \| \| 15,7 \| Schwadorf \| Schwadorf \| \| \| 16,6 \| Walberberg \| Walberberg \| \| \| 19,4 \| Trippelsdorf \| Trippelsdorf \| \| \| 18,5 \| Merten \| Merten \| \| \| 21,1 \| Kardorf \| Kardorf \| \| \| \| Streckenverlegung 1931 \| \| \| \| 20,3 \| Waldorf \| Waldorf \| \| \| 21,6 \| Dersdorf \| Dersdorf \| \| \| 23,2 \| Bornheim \| Bornheim \| \| \| 24,3 \| Bornheim Rathaus \| Bornheim Rathaus \| \| \| 24,7 \| Roisdorf West \| Roisdorf West \| \| \| 26,1 \| Alfter/Alanus Hochschule \| Alfter/Alanus Hochschule \| \| \| 27,5824,7 \| Eigentumsgrenze HGK/SWB \| Eigentumsgrenze HGK/SWB \| \| \| 823,7 \| Dransdorf \| Dransdorf \| \| \| 823,0 \| Robert-Kirchhoff-Straße (ehem. Dransdorf Ügbf) \| Robert-Kirchhoff-Straße (ehem. Dransdorf Ügbf) \| \| \| \| nach Bonn Bendenfeld – Bonn Güterbahnhof (DB) \| \| \| \| \| Linke Rheinstrecke (Bonn ↔ Hürth-Kalscheuren) \| \| \| \| \| Rheinuferbahn von Köln \| \| \| \| 822,1 \| Brühler Straße \| Brühler Straße \| \| \| \| (Altstrecke) \| \| \| \| \| Bonn Ellerbahnhof (PV bis 1954, GV bis 1979) \| \| \| \| 821,1321,1 \| Bonn West \| Bonn West \| \| \| \| (Altstrecke bis 1929) \| \| \| \| \| Bonn Viehmarkt/Friedrichsplatz (bis 1929) \| \| \| \| 32,1 \| Bonn Rheinuferbahnhof (bis 1986) \| Bonn Rheinuferbahnhof (bis 1986) \| \| \| \| Siegburger Bahn \| \| \| \| 320,0 \| Bonn Hbf (U) \| Bonn Hbf (U) \| \| \| \| Stammstrecke \| \| |                                             |                                                |                                                |
| U-Bahn-Tunnelende |                                             | weiter im Innenstadttunnel                     | weiter im Innenstadttunnel                     |
| U-Bahn-Haltepunkt / Haltestelle |                                             | Barbarossaplatz heutige Haltestelle            | Barbarossaplatz heutige Haltestelle            |
| U-Bahn-Kreuzung links |                                             | Barbarossaplatz                                | Barbarossaplatz                                |
| ehemaliger U-Bahn-Bahnhof | 0,0                                         | Köln Barbarossaplatz KBE-Endbahnhof            | Köln Barbarossaplatz KBE-Endbahnhof            |
| U-Bahn-Kreuzung mit Eisenbahn geradeaus unten |                                             | Linke Rheinstrecke (Köln ↔ Hürth-Kalscheuren)  | Linke Rheinstrecke (Köln ↔ Hürth-Kalscheuren)  |
| U-Bahn-Haltepunkt / Haltestelle |                                             | Eifelwall/Stadtarchiv                          | Eifelwall/Stadtarchiv                          |
| U-Bahn-Haltepunkt / Haltestelle |                                             | Weißhausstraße                                 | Weißhausstraße                                 |
| U-Bahn-Haltepunkt / Haltestelle |                                             | Arnulfstraße                                   | Arnulfstraße                                   |
| U-Bahn-Haltepunkt / Haltestelle |                                             | Sülzburgstraße                                 | Sülzburgstraße                                 |
| U-Bahn-Abzweig quer und von rechts · U-Bahn-Abzweig geradeaus, nach rechts und von rechts |                                             | Gürtelstrecke                                  | Gürtelstrecke                                  |
| U-Bahn-Strecke · U-Bahn-Bahnhof |                                             | Sülzgürtel                                     | Sülzgürtel                                     |
| U-Bahn-Strecke nach links · U-Bahn-Abzweig geradeaus und nach rechts |                                             | Neuenhöfer Allee Häuserblockschleife           | Neuenhöfer Allee Häuserblockschleife           |
| U-Bahn-Haltepunkt / Haltestelle |                                             | Klettenbergpark                                | Klettenbergpark                                |
| U-Bahn-Kilometer-Wechsel mit Eisenbahn |                                             | Eigentumsgrenze KVB/HGK                        | Eigentumsgrenze KVB/HGK                        |
| Strecke · Strecke von links (außer Betrieb) |                                             | Schwarze Bahn von Köln-Sülz                    | Schwarze Bahn von Köln-Sülz                    |
| Abzweig geradeaus und ehemals von links · Abzweig quer und nach rechts (Strecke außer Betrieb) |                                             | von Köln Eifeltor (DBAG)                       | von Köln Eifeltor (DBAG)                       |
| Überleitstelle / Spurwechsel | 3,0                                         | Köln-Klettenberg                               | Köln-Klettenberg                               |
| Strecke mit Straßenbrücke |                                             | A4                                             | A4                                             |
| Haltepunkt / Haltestelle | 4,7                                         | Efferen (ehem. Bf)                             | Efferen (ehem. Bf)                             |
| Haltepunkt / Haltestelle | 5,5                                         | Kiebitzweg                                     | Kiebitzweg                                     |
| Bahnhof | 6,3                                         | Hürth-Hermülheim                               | Hürth-Hermülheim                               |
| Strecke von links (außer Betrieb) · Abzweig geradeaus und ehemals nach rechts |                                             |                                                |                                                |
| Betriebs-/Güterbahnhof Strecke bis hier außer Betrieb · Strecke |                                             | Kendenich Gbf                                  | Kendenich Gbf                                  |
| Abzweig geradeaus, ehemals nach rechts und von rechts · Strecke |                                             | Schwarze Bahn nach Berrenrath                  | Schwarze Bahn nach Berrenrath                  |
| Dienststation / Betriebs- oder Güterbahnhof · Bahnhof | 8,2                                         | Fischenich                                     | Fischenich                                     |
| Strecke nach links · Abzweig geradeaus und von rechts |                                             |                                                |                                                |
| Kreuzung geradeaus unten | 8,5                                         | Ehrang ↔ Hürth-Kalscheuren                     | Ehrang ↔ Hürth-Kalscheuren                     |
| Bahnhof | 10,6                                        | Brühl-Vochem                                   | Brühl-Vochem                                   |
| Strecke von links (außer Betrieb) · Abzweig geradeaus und ehemals nach rechts |                                             | Güterumgehungsbahn (bis 1964)                  | Güterumgehungsbahn (bis 1964)                  |
| Strecke (außer Betrieb) · Abzweig geradeaus, nach links und von links |                                             | nach Wesseling                                 | nach Wesseling                                 |
| Strecke (außer Betrieb) · Bahnhof | 11,7                                        | Brühl Nord                                     | Brühl Nord                                     |
| Abzweig geradeaus und nach rechts (Strecke außer Betrieb) · Strecke |                                             | Mödrath-Liblar-Brühler Eisenbahn               | Mödrath-Liblar-Brühler Eisenbahn               |
| Strecke (außer Betrieb) · Bahnhof | 12,3                                        | Brühl Mitte                                    | Brühl Mitte                                    |
| Strecke (außer Betrieb) · Haltepunkt / Haltestelle | 13,6                                        | Brühl Süd                                      | Brühl Süd                                      |
| Bahnhof (Strecke außer Betrieb) · Strecke | 15,0                                        | Pingsdorf                                      | Pingsdorf                                      |
| Strecke (außer Betrieb) · Haltepunkt / Haltestelle | 14,0                                        | Badorf                                         | Badorf                                         |
| Abzweig geradeaus, nach links und von links (Strecke außer Betrieb) · Abzweig geradeaus, ehemals nach rechts und ehemals von rechts |                                             | Streckenverlegung 1931                         | Streckenverlegung 1931                         |
| Bahnhof (Strecke außer Betrieb) · Strecke | 15,9                                        | Eckdorf                                        | Eckdorf                                        |
| Strecke (außer Betrieb) · Bahnhof | 15,7                                        | Schwadorf                                      | Schwadorf                                      |
| Bahnhof (Strecke außer Betrieb) · Haltepunkt / Haltestelle | 16,6                                        | Walberberg                                     | Walberberg                                     |
| Bahnhof (Strecke außer Betrieb) · Strecke | 19,4                                        | Trippelsdorf                                   | Trippelsdorf                                   |
| Bahnhof (Strecke außer Betrieb) · Bahnhof | 18,5                                        | Merten                                         | Merten                                         |
| Bahnhof (Strecke außer Betrieb) · Strecke | 21,1                                        | Kardorf                                        | Kardorf                                        |
| Strecke nach links (außer Betrieb) · Abzweig geradeaus und ehemals von rechts |                                             | Streckenverlegung 1931                         | Streckenverlegung 1931                         |
| Bahnhof | 20,3                                        | Waldorf                                        | Waldorf                                        |
| Haltepunkt / Haltestelle | 21,6                                        | Dersdorf                                       | Dersdorf                                       |
| Bahnhof | 23,2                                        | Bornheim                                       | Bornheim                                       |
| Haltepunkt / Haltestelle | 24,3                                        | Bornheim Rathaus                               | Bornheim Rathaus                               |
| Bahnhof | 24,7                                        | Roisdorf West                                  | Roisdorf West                                  |
| Bahnhof | 26,1                                        | Alfter/Alanus Hochschule                       | Alfter/Alanus Hochschule                       |
| Kilometer-Wechsel mit U-Bahn | 27,5824,7                                   | Eigentumsgrenze HGK/SWB                        | Eigentumsgrenze HGK/SWB                        |
| U-Bahn-Bahnhof | 823,7                                       | Dransdorf                                      | Dransdorf                                      |
| U-Bahn-Haltepunkt / Haltestelle | 823,0                                       | Robert-Kirchhoff-Straße (ehem. Dransdorf Ügbf) | Robert-Kirchhoff-Straße (ehem. Dransdorf Ügbf) |
| U-Bahn-Abzweig mit Eisenbahn geradeaus und ehemals nach links · Strecke von rechts (außer Betrieb) |                                             | nach Bonn Bendenfeld – Bonn Güterbahnhof (DB)  | nach Bonn Bendenfeld – Bonn Güterbahnhof (DB)  |
| Strecke quer · U-Bahn-Kreuzung mit Eisenbahn geradeaus unten · Abzweig quer und ehemals nach rechts |                                             | Linke Rheinstrecke (Bonn ↔ Hürth-Kalscheuren)  | Linke Rheinstrecke (Bonn ↔ Hürth-Kalscheuren)  |
| U-Bahn-Strecke von links · U-Bahn-Kreuzung geradeaus unten · U-Bahn-Strecke quer |                                             | Rheinuferbahn von Köln                         | Rheinuferbahn von Köln                         |
| U-Bahn-Strecke · U-Bahn-Haltepunkt / Haltestelle | 822,1                                       | Brühler Straße                                 | Brühler Straße                                 |
| U-Bahn-Strecke · U-Bahn-Abzweig mit Eisenbahn geradeaus und ehemals nach links · Strecke von rechts (außer Betrieb) |                                             | (Altstrecke)                                   | (Altstrecke)                                   |
| U-Bahn-Abzweig geradeaus und von links · U-Bahn-Strecke nach rechts · Bahnhof (Strecke außer Betrieb) |                                             | Bonn Ellerbahnhof (PV bis 1954, GV bis 1979)   | Bonn Ellerbahnhof (PV bis 1954, GV bis 1979)   |
| U-Bahn-Bahnhof · Strecke (außer Betrieb) | 821,1321,1                                  | Bonn West                                      | Bonn West                                      |
| U-Bahn-Abzweig mit Eisenbahn geradeaus und ehemals nach links · Abzweig von links und von rechts (Strecke außer Betrieb) · Abzweig geradeaus und nach rechts (Strecke außer Betrieb) |                                             | (Altstrecke bis 1929)                          | (Altstrecke bis 1929)                          |
| U-Bahn-Strecke · Strecke (außer Betrieb) · Kopfbahnhof Streckenende (Strecke außer Betrieb) |                                             | Bonn Viehmarkt/Friedrichsplatz (bis 1929)      | Bonn Viehmarkt/Friedrichsplatz (bis 1929)      |
| U-Bahn-Tunnelanfang · Kopfbahnhof Streckenende (Strecke außer Betrieb) | 32,1                                        | Bonn Rheinuferbahnhof (bis 1986)               | Bonn Rheinuferbahnhof (bis 1986)               |
| U-Bahn-Abzweig geradeaus und von links (im Tunnel) |                                             | Siegburger Bahn                                | Siegburger Bahn                                |
| U-Bahn-Bahnhof (im Tunnel) | 320,0                                       | Bonn Hbf (U)                                   | Bonn Hbf (U)                                   |
| U-Bahn-Strecke (im Tunnel) |                                             | Stammstrecke                                   | Stammstrecke                                   |

Die Vorgebirgsbahn ist eine teilweise zweigleisige, mit Gleichstrom elektrifizierte Hauptbahn zwischen Köln und Bonn. Das Netz wird von der Häfen und Güterverkehr Köln (HGK) betrieben, der Personenverkehr von den Kölner Verkehrs-Betrieben (KVB) und den Stadtwerken Bonn (SWB) als Stadtbahn-Linie 18 durchgeführt. Die Vorgebirgsbahn gehörte, zusammen mit der Rheinuferbahn, zum Stammnetz der Köln-Bonner Eisenbahnen AG (KBE).
In Köln-Klettenberg (an der Stadtgrenze) schließt sie an das Kölner Stadtbahnnetz an. Zwischen Alfter und Bonn-Dransdorf geht sie in das Bonner Stadtbahnnetz über. Sie verläuft am Rande des Vorgebirges prinzipiell parallel zur linken Rheinstrecke. Im Gegensatz zu dieser schlägt sie einen weiteren Bogen, auf dem zwischen Köln und Bonn zahlreiche Ortsteile von Hürth, Brühl und Bornheim bedient werden.

## Geschichte

### Bau

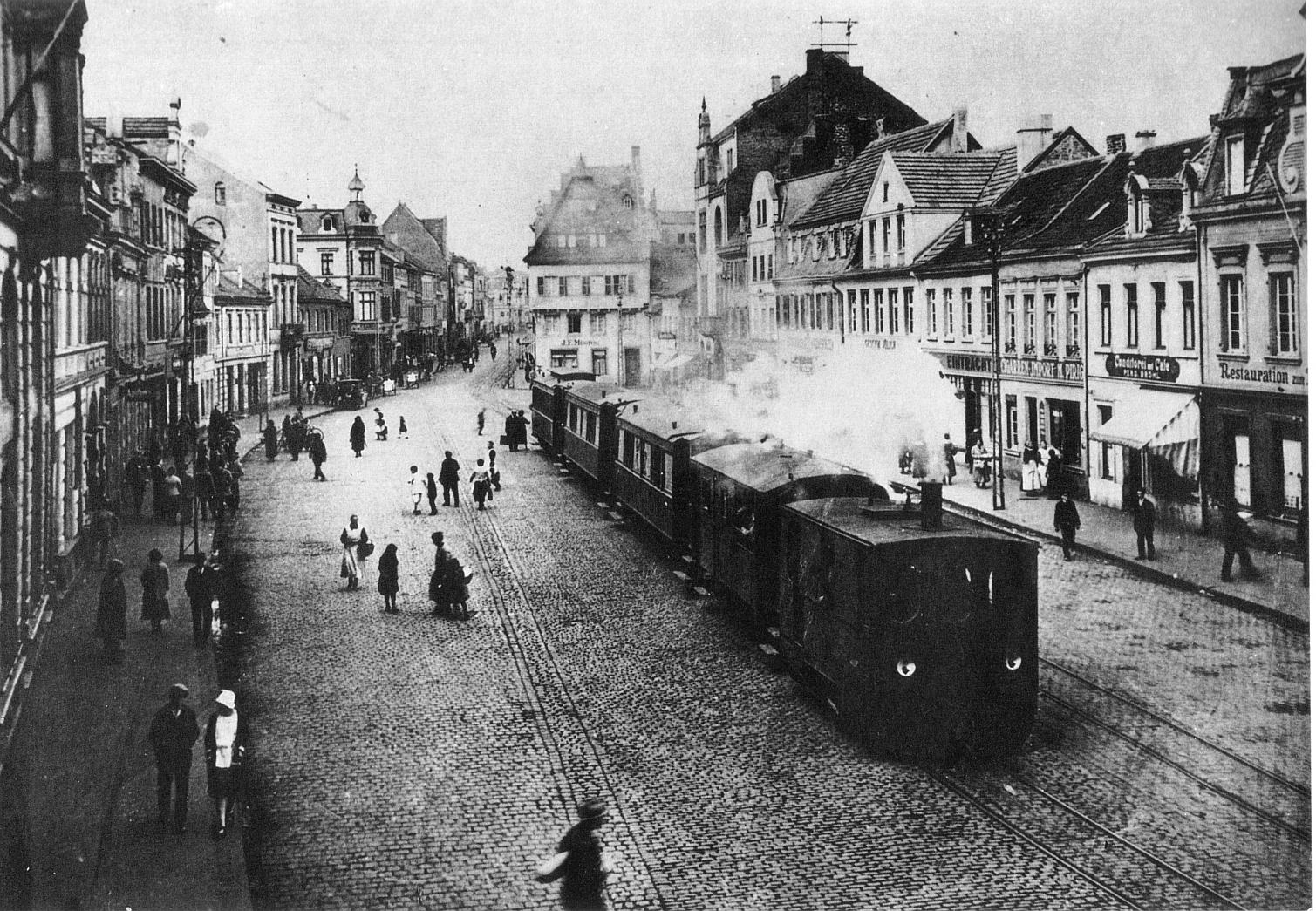
Der „Feurige Elias“ auf dem Brühler Markt um 1900

Die Vorgebirgsbahn ist die älteste Strecke der späteren KBE. Sie wurde im Auftrag der Aktiengesellschaft der Vorgebirgsbahn Köln-Bonn vom Berliner Unternehmen Havestadt, Contag & Cie. als meterspurige, eingleisige Dampfbahn geplant und gebaut. Die Strecke führte im Straßenraum durch mehrere Ortszentren, in Brühl über den Marktplatz. Da es in Hermülheim Streitigkeiten über die Streckenführung durch den Ort oder am Ortsrand gab, wurde zunächst der Abschnitt zwischen Bonn und Brühl fertiggestellt, der am 1. August 1897 in Betrieb ging. In Bonn begann die Strecke im Bahnhof Bonn Viehmarkt (ab 1899: Bonn Friedrichsplatz) mitten auf dem gleichnamigen Platz (nach 1945: Friedensplatz). Am 8. Januar 1898 wurde die Gesamtstrecke bis zum Vorgebirgsbahnhof am Barbarossaplatz feierlich eröffnet, die Verkehrsaufnahme fand am 20. Januar 1898 statt. Am 17. Juni des gleichen Jahres wurde eine Verlängerung zum Heumarkt fertiggestellt, die jedoch nur von Marktzügen für die Bauern des Vorgebirges befahren wurde.
Die Züge der Bahn wurden von Anfang an gut angenommen, obwohl die Fahrzeit zwischen Köln und Bonn anfangs knapp zwei Stunden betrug. Bereits im ersten Betriebsjahr hatte die Bahn über 10.000 Fahrgäste monatlich zu verzeichnen. In der Bevölkerung erhielt sie schnell den Spitznamen „Feuriger Elias“ (nach dem Propheten Elija und dessen Himmelfahrt in einem feurigen Wagen mit feurigen Pferden).
Als die Aktiengesellschaft auch die Konzession für die Rheinuferbahn erhielt, wurde sie in Aktiengesellschaft der Cöln-Bonner Kreisbahnen umfirmiert.
In Brühl verkehrte die Vorgebirgsbahn zunächst über die Uhlstraße und den Markt auf Gleisen in der Fahrbahn. Dies ermöglichte eine direkte Belieferung des Brühler Wochenmarkts mit landwirtschaftlichen Produkten des Vorgebirges.
Da sich schnell zeigte, dass die Bahn dem Ansturm nicht gewachsen war, entstanden bereits 1899 erste Pläne für ein zweites Gleis und eine teilweise Neutrassierung einiger Abschnitte.

### Umspurung

Streckenverläufe in Bonn

Insbesondere im Vergleich zur Rheinuferbahn erwiesen sich Fahrzeit und Komfort der Vorgebirgsbahn schnell als nicht mehr zeitgemäß. Außerdem erwiesen sich die unterschiedlichen Spurweiten im Verkehr mit den umliegenden Strecken als hinderlich. Bereits 1908 wurden daher zusätzliche, normalspurige Gütergleise zwischen Hermülheim und Vochem sowie zwischen Dransdorf und Bonn Ellerbahnhof gebaut. Im Jahr zuvor war bereits die normalspurige Pingsdorfer Güterbahn Vochem–Pingsdorf–Eckdorf um Brühl herum in Betrieb genommen worden, die nun mit Dreischienengleisen ausgerüstet wurde. Im April 1915 wurde schließlich der Umbau der gesamten Vorgebirgsbahn zu einer normalspurigen, elektrischen Eisenbahn genehmigt. Wegen des Ersten Weltkriegs konnte jedoch der Umbau zunächst nicht umgesetzt werden.
Ab 1920 gab es zumindest durchgehende normalspurige Gütergleise vom Staatsbahn-Anschluss in Köln-Klettenberg bis Eckdorf. Für den Personenverkehr wurden als Übergangslösung 1924 meterspurige Benzoltriebwagen zur Komfortsteigerung beschafft. Ab 1929 wurde die Strecke dann, von Bonn ausgehend, umgespurt, teilweise neu trassiert und elektrifiziert, wobei zunächst nur Waldorf erreicht wurde, wo eine vorübergehende Schmalspur-Verbindung zum Bahnhof Kardorf eingerichtet wurde. In Bonn fuhren seit 1929 die Personenzüge der Vorgebirgsbahn dabei ab Bonn Ellerbahnhof über die Rheinuferbahn bis Bonn Rheinuferbahnhof, der Abschnitt Bonn Ellerbahnhof – Bonn Friedrichsplatz wurde aufgegeben. Zwei Jahre später erreichte die Normalspurstrecke Schwadorf, die Gesamtstrecke bis Köln wurde 1934 in mehreren Abschnitten eröffnet, ab Brühl komplett zweigleisig.
Im Volksmund nannte man sie wegen ihrer weißen Triebwagen (mit Steuerwagen) Weiße Bahn, dann ab 1954 die „rote Bahn“, wegen des auffälligen karminroten Außenanstrichs der Wagen, durch den sie sich von der Kölner Straßenbahn und der in Köln parallel verlaufenden dampf- und dieselbetriebenen Berrenrather Strecke der KBE („Schwarze Bahn“) deutlich unterschied.

### Nachkriegszeit
Nachdem die Strecke im Zweiten Weltkrieg stark beschädigt worden war, wurde der im März 1945 stillgelegte Verkehr bereits im Juni wieder aufgenommen. In den folgenden Jahren wurde die Strecke modernisiert und neues Wagenmaterial (z. B. Silberpfeile) beschafft. Es verkehrten nun stündliche Personenzüge, dazu Eilzüge zwischen Köln und Brühl und beträchtlicher Güterverkehr. Wegen des steigenden Autoverkehrs wurde die Strecke in den 1950er-Jahren endgültig vom Straßenraum getrennt, insbesondere in Bonn erforderte dies aufwändige Bauwerke. In Köln erhielt die Vorgebirgsbahn gemeinsam mit der Straßenbahn eine eigene Trasse in der Mitte der Luxemburger Straße. Am Endpunkt der Strecke, dem Bahnhof Köln Barbarossaplatz, wurde von 1951 bis 1953 ein neues Empfangsgebäude mit drei dort endenden Gleisen gebaut.
1973 wurde der Güterverkehr zwischen Brühl-Vochem und Bonn-Dransdorf eingestellt.

### Umbau auf Stadtbahn
Bereits Mitte der 1960er Jahre wurde die Mitbenutzung der im Bau bzw. in Planung befindlichen Kölner und Bonner U-Bahn-Tunnel durch die KBE geplant. Zwar war anfänglich vorgesehen, zuerst die Vorgebirgsbahn und als zweites die Rheinuferbahn in das Stadtbahnnetz zu integrieren, doch wurde später die besser ausgebaute Rheinuferbahn vorgezogen. So wurde erst Mitte der 1980er Jahre auch die Vorgebirgsbahn für den Stadtbahn-Betrieb umgerüstet. Es entstanden zwei zusätzliche Haltepunkte Robert-Kirchhoff-Straße in Dransdorf und Kiebitzweg in Hürth, der Abschnitt zwischen Bonn-Dransorf und Bonn West wurde zweigleisig ausgebaut, die Oberleitungsspannung von 1200 V auf 750 V abgesenkt und die Fahrleitung komplett erneuert.
Die Leit- und Sicherungstechnik wurde modernisiert. In Hürth-Kendenich ging 1984 ein Mikrocomputer-Stellwerk (MC-Stellwerk) der Firma Siemens in Betrieb, das die gesamte Vorgebirgsbahn steuert. Es wird daher als Zentralstellwerk „Kendenich Kf“ bezeichnet. Die Anlage besteht aus drei abgesetzten Stellrechnern und kommuniziert mit insgesamt 36 Bahnübergangsanlagen. Es ersetzte neun Altstellwerke und handelt sich bereits um die vierte Stellwerksgeneration des Netzes.
Am 26. Oktober 1985 verkehrte der erste Stadtbahnzug als Linie 18 von Bonn Hauptbahnhof bis Schwadorf, wo Anschluss an einen KBE-Zug bestand. Der Abschnitt auf Bonner Stadtgebiet wurde dabei nach BOStrab umkonzessioniert. Seit dem 8. November 1986 wird die Strecke vollständig mit Stadtbahnwagen befahren. Die alten Stahl-Triebwagen wurden teilweise an die Linzer Lokalbahn verkauft, wo sie noch bis nach 2000 eingesetzt wurden.
In den folgenden Jahren folgten zahlreiche Umbauten, um die Strecke dem Stadtbahnstandard anzupassen. Seit 1991 verfügt die Vorgebirgsbahn größtenteils über Hochbahnsteige. Lediglich Brühl-Vochem wurde erst später umgebaut. Am 6. September 2004 wurde ein zusätzlicher Haltepunkt Bornheim Rathaus in Betrieb genommen, am 16. Oktober 2006 der neue zweigleisige Abschnitt Roisdorf West–Alfter. Im Februar 2015 genehmigte die Bezirksregierung Köln auch den zweigleisigen Ausbau zwischen Brühl-Mitte und Brühl-Badorf, es folgte die öffentliche Ausschreibung.
Im Juli 2015 begannen die Bauarbeiten für den Ausbau mit der Anpassung der Brückenbauwerke Pingsdorfer Bach, Berliner Straße und Otto-Wels-Straße (K 7) sowie der Dammverbreiterung. Er sollte nach gut zwei Jahren Bauzeit im vierten Quartal 2017 in Betrieb genommen werden, verzögerte sich aber aufgrund von Komplikationen bei der Inbetriebnahme des Stellwerks bis April 2019.

## Betrieb
Heute wird die Strecke gemeinsam von KVB und SWB als Stadtbahnlinie 18 befahren. Tagsüber verkehrt die Linie werktags auf der Gesamtstrecke im 20-Minuten-Takt, im Kölner Stadtgebiet wird sie auf einen 5-Minuten-Takt und zwischen Köln und Brühl auf einen 10-Minuten-Takt verdichtet. Von Bonn aus erfolgen einzelne Verstärkerfahrten bis Bornheim als Linie 68, wodurch im Berufsverkehr ein 10-Minuten-Takt und abends ein 30-Minuten-Takt erreicht wird.
Güterverkehr findet auf der Vorgebirgsbahn nur noch im Streckenabschnitt von Kendenich Gbf über Fischenich bis Brühl-Vochem (Vochem Nord) statt, um Güter vom Chemiepark Knapsack und der Fa. UPM Hürth in Knapsack und Frechen über die Bahnstrecke Brühl-Vochem–Köln-Godorf Hafen zum Hafen in Wesseling zu bringen.

## Streckenverlauf

### Heutige Strecke
Seit der Umstellung der Vorgebirgsbahn auf Stadtbahnbetrieb endet die Linie 18 am Südende am Bonner Hauptbahnhof. In der Gegenrichtung fuhr sie in Köln nun weiter bis Köln-Mülheim, später nach Köln-Chorweiler. Mit Trennung zwischen Hochflur- und Niederflurnetz in Köln bedient die Linie 18 wieder den Streckenast nach Köln-Mülheim und weiter nach Thielenbruch.
Hinsichtlich ihres Höhenprofils steigt die eigenständige Trasse der Vorgebirgsbahn von 51 m ü. NHN in Köln (Barbarossaplatz) bis auf gut 73 m ü. NHN in Fischenich an, fällt anschließend bis Brühl auf etwa 65 m ü. NHN ab, um erneut auf etwa 74 m ü. NHN bei Merten anzusteigen, bevor sie wiederum bis Bonn (Brühler Straße) auf 54 m ü. NHN absinkt.

#### Köln-Innenstadt

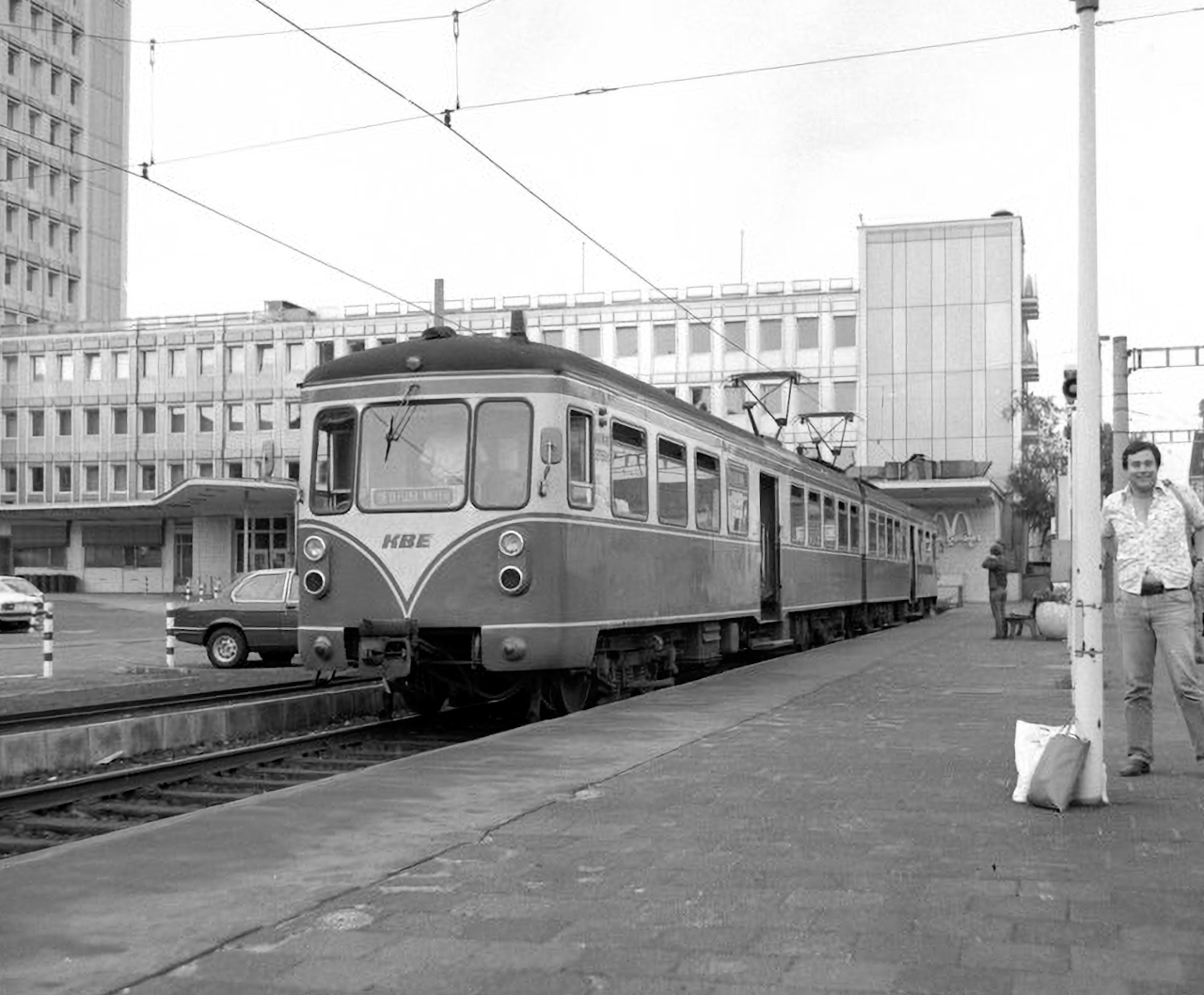
Der Endbahnhof Köln Barbarossaplatz

Der frühere Vorgebirgsbahnhof der KBE befand sich am Kölner Barbarossaplatz neben dem damaligen Baumarkt, in dem sich mittlerweile eine Rewe-Filiale befindet. Das große Bahnhofsgebäude umfasste eine Schalterhalle und ein McDonald’s-Restaurant, welches in anderer Form bis heute an diesem Standort besteht. Das Haus wird mittlerweile nur noch als Wohnhaus mit Geschäften genutzt und ist nicht mehr als Bahnhof zu erkennen, die damaligen Bahnsteige der KBE sind mittlerweile mit einem Haus überbaut, nur noch die seitlichen Durchgangsgleise der Stadtbahn sind erhalten.
Der Barbarossaplatz ist heute eine in alle 4 Richtungen durchgehende Stadtbahnhaltestelle (⊙). Hier kreuzen sich die Hochflurlinien 16 und 18, und die Niederflurlinien 12 und 15. Sie besitzen jeweils separate Bahnsteige, der Bahnsteig der Hochflurlinien ist nicht mehr am alten Standort der KBE, sondern auf der anderen Seite der Straßenkreuzung. Er ist noch nicht barrierefrei ausgebaut. Während die Linie 16 um auf die Rheinuferbahn zu kommen hier abbiegt und zusammen mit den niederflurigen Linien in Richtung Ubierring weiterfährt, fährt die 18 als einzige Linie geradeaus weiter.
In einem kurzen Abschnitt auf der Luxemburger Straße unterquert die Strecke die linke Rheinstrecke und damit den Bahnhof Köln Süd. Während die auf der Zülpicher Straße parallel fahrende Linie 9 hier einen Haltepunkt zur Verknüpfung mit dem Bahnhof hat, hält die Linie 18 hier nicht. Die Einrichtung für den Bau einer neuen Haltestelle Bahnhof Süd für die Linie 18 ist in den Bedarfsplan ÖPNV des Landes angemeldet, um die Umstiegsmöglichkeiten zu optimieren.
Kurz vor der Haltestelle Eifelwall/Stadtarchiv (⊙) fährt die Bahn wieder auf eine eigene Gleistrasse und verlässt somit ihr einziges verbliebenes Stück auf der Straße. Bis 2020 hieß diese Haltestelle nur Eifelwall, aufgrund der Eröffnung des neuen Stadtarchivs wurde die Haltestelle entsprechend umbenannt.

#### Köln-Sülz

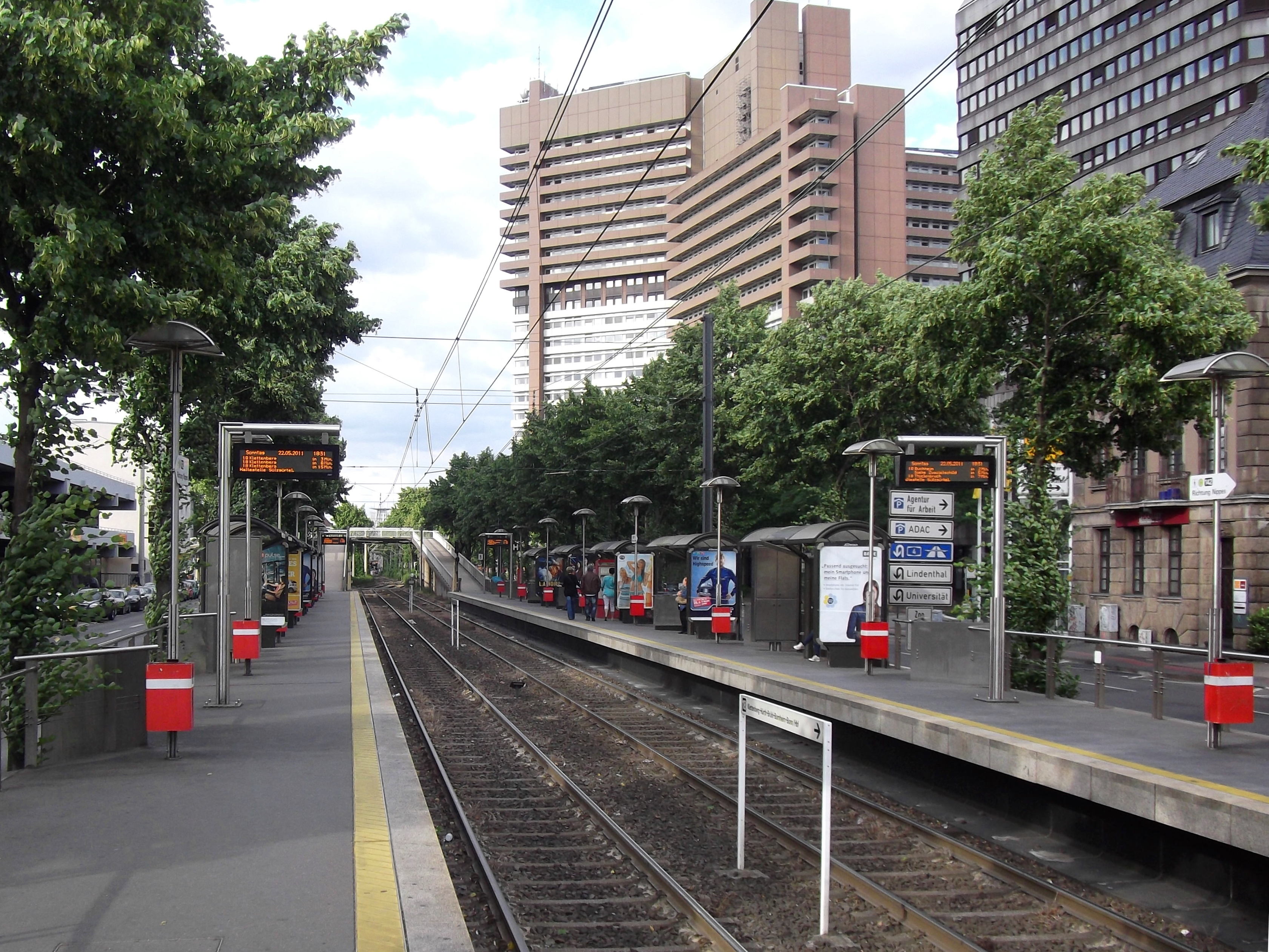
KVB-Haltestelle Weißhausstraße, im Hintergrund das Justizzentrum auf dem Gelände des ehemaligen Bahnhofs Köln-Sülz

Die Haltestelle an der Weißhausstraße (⊙) dient der Anbindung des hier befindlichen Justizzentrums und des Hochhauses Uni-Center. Auf dem Gelände des Justizzentrums befand sich bis 1974 der Bahnhof Köln-Sülz, der der Endpunkt der Schwarzen Bahn der KBE war.
In Sülz befindet sich danach nur noch die Haltestelle Arnulfstraße (⊙), die restlichen Haltestellen sind zwar auf Klettenberger Gebiet, allerdings nah an der Sülzer Grenze und deshalb für die Anbindung beider Stadtteile gleichermaßen relevant.

#### Köln-Klettenberg

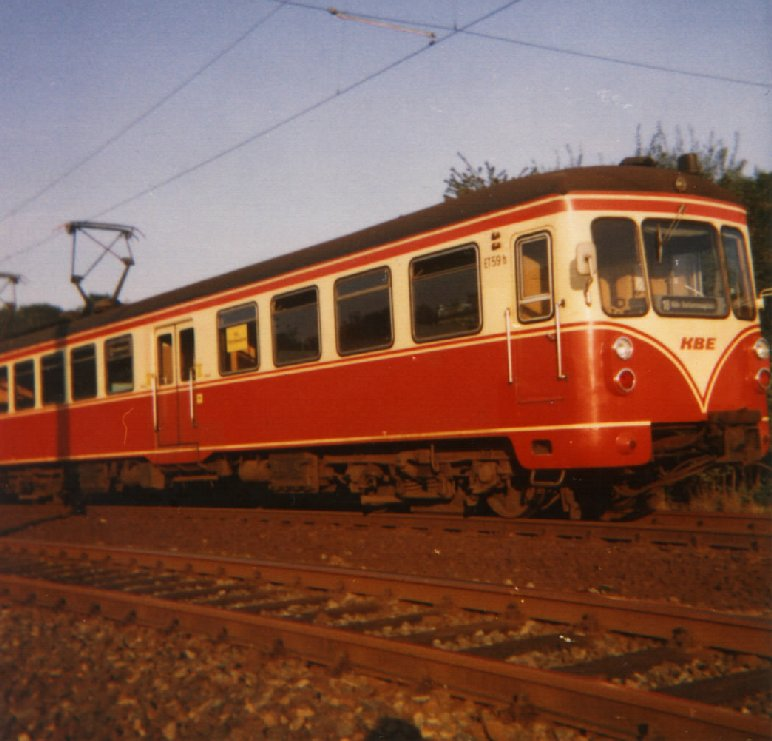
KBE-Triebwagen ET 59 auf der Vorgebirgsbahn

Bis zur Haltestelle Klettenbergpark (⊙) verläuft die Strecke in der Mitte der Luxemburger Straße. Neben der Haltestelle Sülzburgstraße (⊙) gibt es die Haltestelle Sülzgürtel (⊙). Dort besteht außerdem eine Umstiegsmöglichkeit zur Linie 13, die hier beginnt. Kurz dahinter befindet sich eine Betriebsstrecke über die Neuenhöfer Allee und die Berrenrather Straße, die die Strecke mit der Haltestelle Berrenrather Straße/Gürtel an der Strecke der 13 verbindet.
Die Haltestelle Klettenbergpark hieß ursprünglich nur Klettenberg. Bis heute sind die hier endenden Bahnen nur mit „Klettenberg“ beschildert.
Kurz hinter der Haltestelle befindet sich die Infrastrukturgrenze, ab hier ist die Strecke eine Eisenbahnstrecke der HGK, rechtlich wechselt sie an dieser Stelle von einer Straßenbahn- in eine Eisenbahnstrecke, die nach den Vorschriften der Eisenbahn-Bau- und Betriebsordnung (EBO) betrieben wird. Die Strecke fährt nun abseits der Straße durch den Grüngürtel, neben ihr befindet sich nur ein Fahrradweg.

#### Hürth-Efferen
Nach Unterquerung der A4, die auch die Stadtgrenze von Köln und Hürth darstellt, fährt die Strecke durch den Stadtteil Efferen, an der sie vor der Überquerung der Kaulardstraße einen Haltepunkt (⊙) besitzt. Der Stadtteil hat unter anderem durch die gute Anbindung mit der Vorgebirgsbahn zur Kölner Universität in letzter Zeit an Attraktivität für Studenten zugenommen.
Der Haltepunkt Kiebitzweg (⊙) befindet sich an der Grenze der Hürther Stadtteile Efferen und Hermülheim. Neben der Anbindung der ihm nahe liegenden Wohngebiete befindet sich hier auch eine große Park and Ride Anlage, die ihn für Autofahrer attraktiver macht als Efferen oder Hermülheim. Bis hier verläuft die Strecke parallel der Luxemburger Straße, die sie hinter dem Haltepunkt an einem Bahnübergang überquert.

#### Hürth-Hermülheim

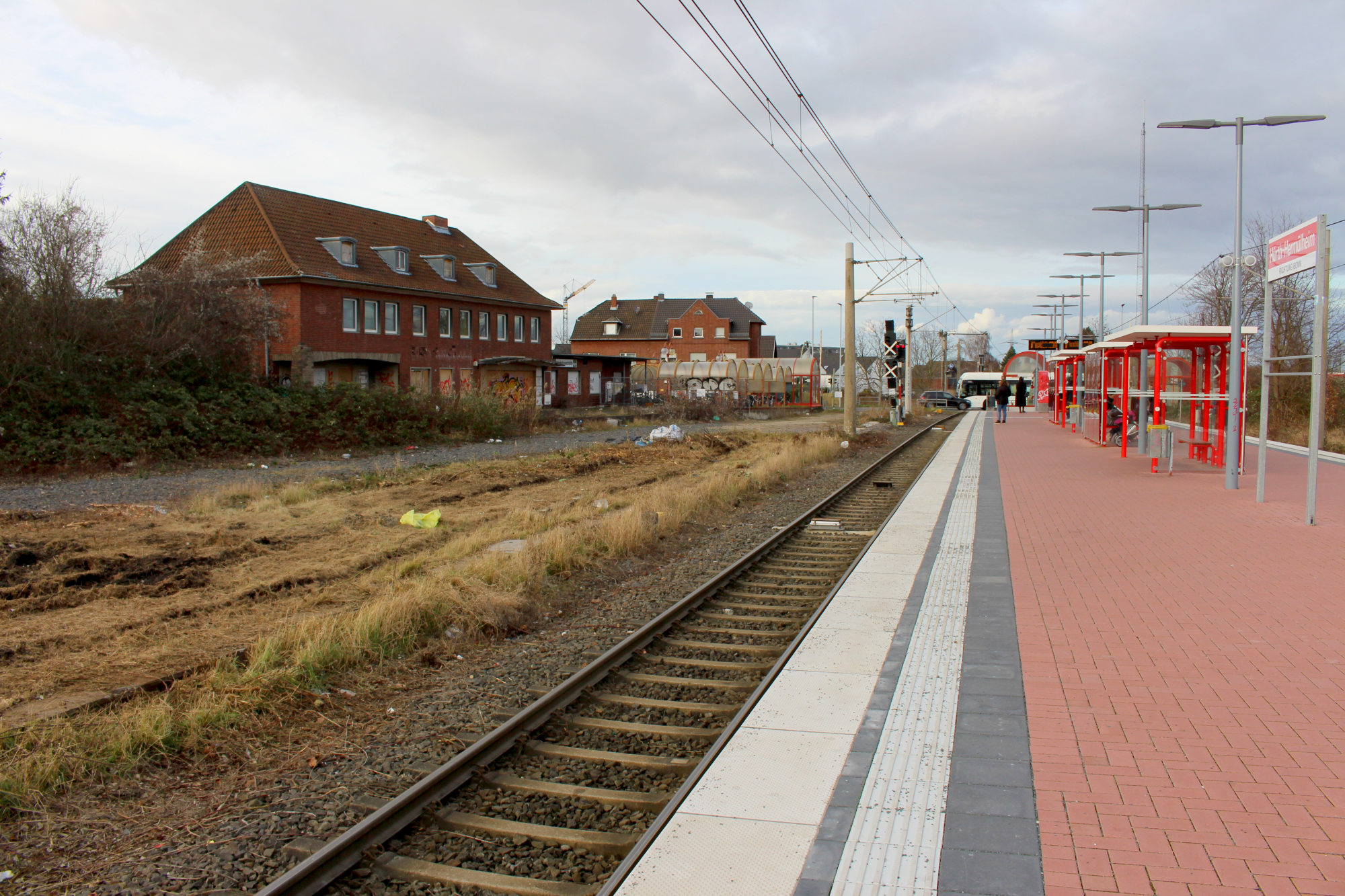
Bahnhofsgebäude Hürth-Hermülheim

Der Bahnhof im Hürther Stadtteil Hermülheim (⊙) besitzt nur noch zwei Gleise und eine Wendeanlage für hier endende Stadtbahnen. Die restlichen Anlagen sind größtenteils abgebaut und überwuchert. Auch das ehemalige Bahnhofsgebäude mit Gaststätte ist seit langem geschlossen, der angrenzende Bahnsteig befindet sich nicht mehr in Benutzung. Hier zweigte ursprünglich die Schwarze Bahn nach Berrenrath von der Vorgebirgsbahn ab, die Gleise sind jedoch abgebaut, die Strecke besitzt nur noch aus Richtung Fischenich einen Gleisanschluss. Zurzeit befindet sich in Hermülheim der größte Verknüpfungspunkt zum Hürther Busverkehr.
Geplant ist den Abzweig der Schwarzen Bahn wieder in Betrieb zu nehmen und eine neue Stadtbahnstrecke über den Hürther Bogen zu errichten. Die neue Linie 19 soll im 10-Minuten-Takt bis zum ZOB in Hürth-Mitte fahren und dient damit außerdem zur Verdichtung auf einen 5-Minuten-Takt ab Hermülheim.
Da der Bahnhof langfristig auf die nördliche Seite der Hans-Böckler-Straße, wo sich auch der Busbahnhof befindet, verlegt werden soll, wurde er zunächst beim barrierefreien Ausbau ausgelassen. 2018 wurden jedoch die bestehenden Hochbahnsteige modernisiert, was für Verwunderung in der Hürther Stadtverwaltung sorgte.
Zwischen Hermülheim und Fischenich ist außerdem ein neuer Haltepunkt mit dem Namen Kalscheuren geplant, der südlich der Brücke über die Umgehungsstraße entstehen soll.

#### Hürth-Fischenich
Der Bahnhof in Fischenich (⊙) befindet sich am Rande des Hürther Stadtteils und dient außerdem der Anbindung des Stadtteils Kendenich. In Kendenich befindet sich auch das Stellwerk der HGK, wo mittlerweile der gesamte Verkehr der Vorgebirgsbahn gesteuert wird.
Kurz hinter dem Bahnhof kommt östlich die Eifelstrecke der Deutschen Bahn zur Vorgebirgsbahn und fährt kurz neben ihr um sie dann zu überqueren. Sie hält bisher in Fischenich nicht, im Rahmen des Ausbaus der S-Bahn Köln ist hier ein Haltepunkt mit Umstiegsmöglichkeit zur Stadtbahn geplant.

#### Brühl-Vochem
Der Bahnhof Brühl-Vochem (⊙) ist der erste Halt auf Brühler Stadtgebiet. Er ist Ausgangspunkt der Querbahn, die hier von der Vorgebirgsbahn abzweigt und sie mit der Rheinuferbahn in Wesseling und dem Godorfer Hafen verbindet. Einzelne Fahrten der Linie 18 enden in Tagesrandlage in Vochem und fahren weiter über die Querbahn nach Wesseling in den Betriebshof, wo sie über Nacht abgestellt sind. Morgens fahren sie dann von Wesseling wieder über die Strecke und dann auf normalem Linienweg nach Bonn oder Köln. Auf diesen Fahrten dürfen Fahrgäste mitgenommen werden. In Vochem befindet sich außerdem das Betriebswerk der HGK und eine Verbindungskurve die die Vorgebirgsbahn mit der naheliegenden linken Rheinstrecke der DB verbindet. Der Personenhalt befindet sich kurz vor dem Abzweig hinter der Überquerung der Renault-Nissan-Straße. Die Unterführung der Stadtbahn stellt auch die einzige Verbindung dieser mit der Römerstraße dar, die von Fußgängern genutzt werden kann.
Kurz hinter dem Bahnhof fängt der Nord-Süd-Weg an, der der Bahnstrecke bis Brühl Süd folgt.

#### Brühl-Nord
Der Haltepunkt Brühl Nord (⊙) befindet sich im Stadtteil Brühl-Nord am Bahnübergang der Kaiserstraße. Bahnen in Richtung Köln halten nördlich des Bahnübergangs, der Bahnsteig in Richtung Bonn befindet sich südlich. Hier befindet sich außerdem eine eingleisige Verbindungskurve zur Querbahn.

#### Brühl-Mitte

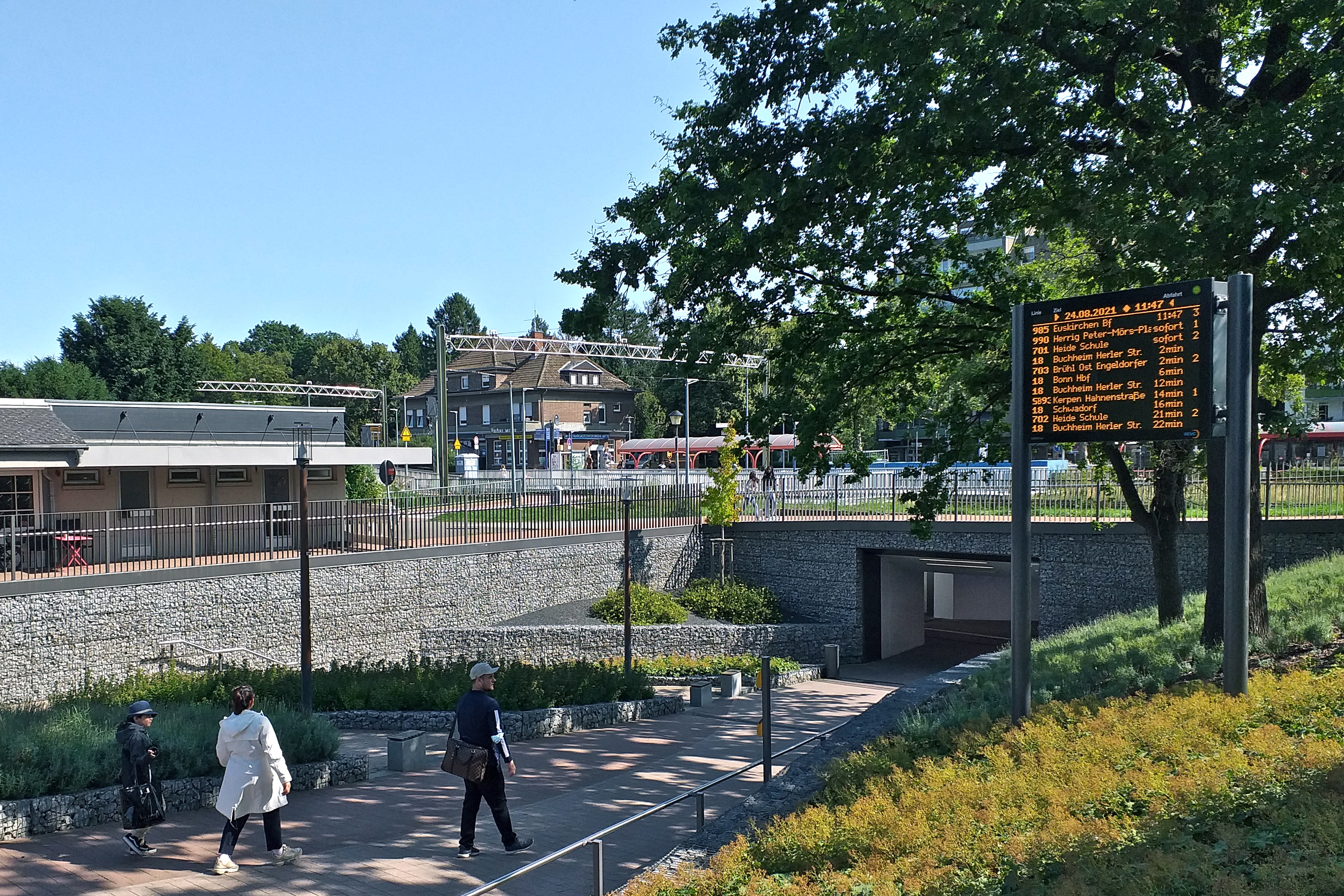
Bahnhof Brühl-Mitte mit neuer Unterführung (2021)

Der nach der Verlegung der Vorgebirgsbahn vom Brühler Marktplatz am 18. April 1926 eröffnete Bahnhof Brühl Mitte (⊙) befindet sich im Stadtzentrum Brühls. Der Bahnhof besitzt drei Bahnsteiggleise, wovon eines ein Stumpfgleis ist. Die Bahnstrecke wird hier von einer Fußgängerunterführung unterquert, an der sich auch die Zugänge zu den Bahnsteigen befinden. Auch der Busverkehr in Brühl zentriert sich um diesen Bahnhof, der Bahnsteig von Gleis 1 ist seit dem Umbau von 1986/87 gleichzeitig auch Bussteig. Der Bahnhof Brühl der Deutschen Bahn liegt weniger zentral, ca. 1 km entfernt.
Im alten Bahnhofsgebäude, welches ursprünglich eine Bahnhofsgaststätte und ein KBE-Kundencenter beinhaltete, befindet sich mittlerweile ein Kiosk.

#### Brühl-Süd – Brühl-Schwadorf

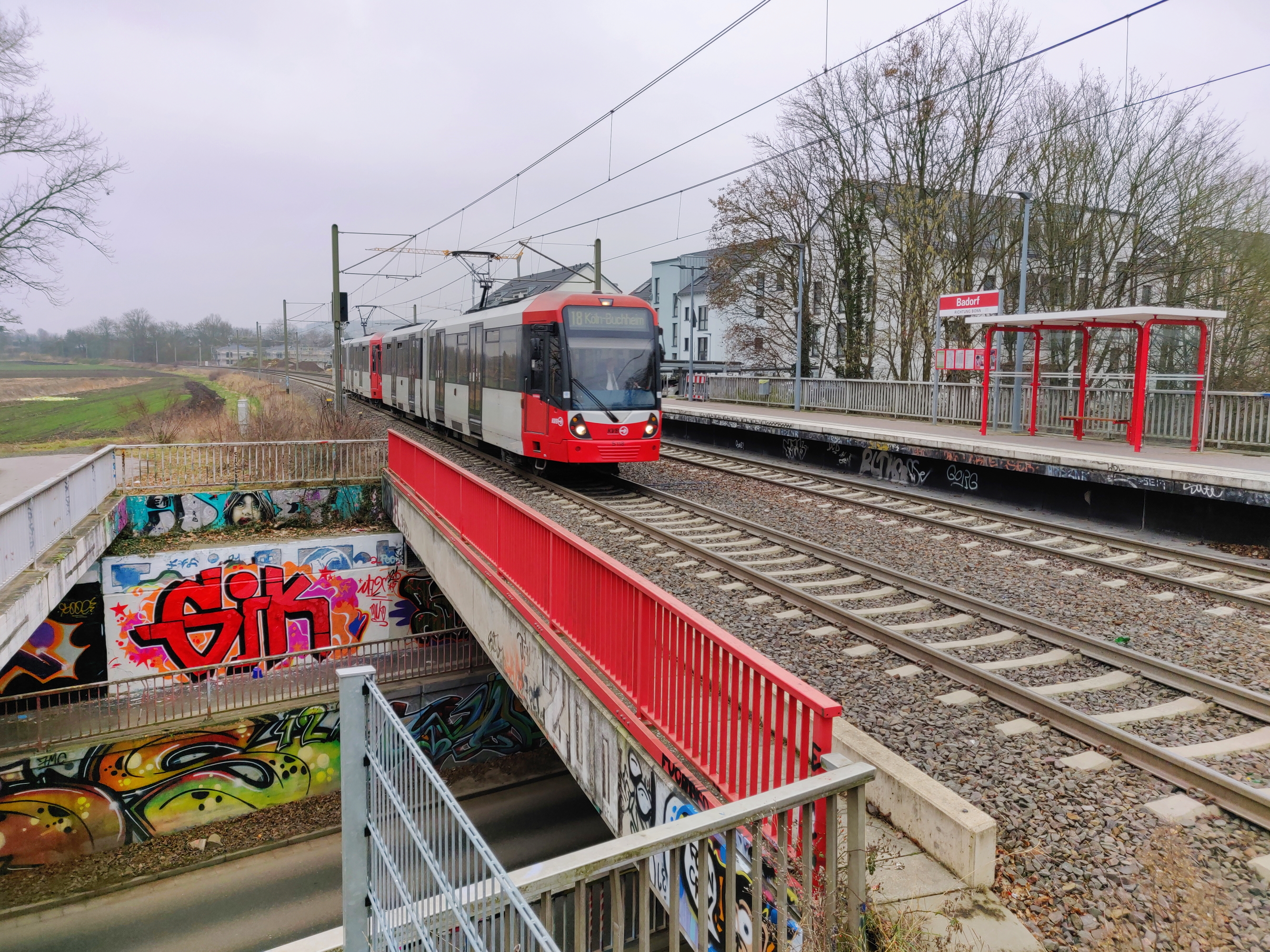
Haltepunkt Badorf auf der Brücke über die Otto-Wels-Straße (2022)

Am Rand der Innenstadt befindet sich an der Südseite der Pingsdorfer Straße der Haltepunkt Brühl Süd (⊙), dessen ehemals an der Nordseite der Straße gelegener Bahnsteig in Fahrtrichtung Bonn 1985/86 aufgehoben wurde. Der Haltepunkt Badorf (⊙) liegt am Rand der Stadtteile Pingsdorf und Badorf auf der Brücke über die Otto-Wels-Straße, hier gibt es wie in Brühl Nord zwei versetzte Richtungsbahnsteige. Der Haltepunkt dient außerdem der Anbindung des Karl-Schiller-Berufskollegs und der Gesamtschule Brühl, mit deren Parkplatz er direkt verbunden ist. Hinter Badorf wird die Strecke erstmals für ein kurzes Stück eingleisig. Die zu Badorf gehörenden Ortsteile Geildorf und Eckdorf haben keinen Haltepunkt mehr, die Strecke fährt an den Orten vorbei und unter der A 553 hindurch zum Bahnhof Schwadorf. Der Haltepunkt Schwadorf (⊙) ist der letzte Halt in Brühl. Er befindet sich direkt an der Grenze zu Bornheim und verfügt, wie auch Brühl Süd, über einen Mittelbahnsteig. Hier enden zurzeit viele Bahnen, da aufgrund der eingleisigen Abschnitte nur bis Schwadorf im 10-Minuten-Takt gefahren werden kann.

#### Bornheim-Walberberg
Während der Norden Walberbergs eher durch den Haltepunkt Schwadorf angebunden ist, befindet sich im Süden ein eigener Haltepunkt namens Walberberg (⊙). Hier ist die Strecke eingleisig, folglich hat der Haltepunkt nur einen Seitenbahnsteig. Er wurde am 14. Juni 1931 in Betrieb genommen und besitzt seit Dezember 1988 einen Hochbahnsteig. Ab hier führt die Strecke eher abseits an den Ortschaften vorbei und hat in Trippelsdorf daher keinen Haltepunkt mehr.

#### Bornheim-Merten
In Merten befindet sich der am 14. Juni 1931 eröffnete Haltepunkt (⊙) fast einen Kilometer außerhalb des Ortszentrums und ist umgeben von Obstplantagen. Er ist wie viele andere an der Strecke direkt hinter einem Bahnübergang angeordnet, der auch den einzigen Weg über die Gleise zum Erreichen der Bahnsteige darstellt. Im September 1988 erhielt die Haltestelle Hochbahnsteige; 2019 wurde sie umfassend modernisiert.

#### Bornheim-Waldorf
Am Rand der Bornheimer Orte Kardorf und Waldorf befindet sich der am 1. Juli 1929 im Zuge der damaligen Neutrassierung der Vorgebirgsbahn eingerichtete Haltepunkt Waldorf (⊙). Er besitzt einen Mittelbahnsteig, der wieder nur über einen Bahnübergang erreicht werden kann, und wurde 1985/86 modellartig als einer der ersten an der Strecke mit einem Hochbahnsteig ausgestattet. Kurz vorher, am Bahnübergang Eichenweg in Kardorf, ist die Strecke im gesamten Streckenverlauf mit 2,5 km am weitesten von der parallel verlaufenden linken Rheinstrecke entfernt. Ab hier nähert sie sich dieser wieder, führt aber weiterhin näher an den Bornheimer Orten vorbei.

#### Bornheim-Dersdorf

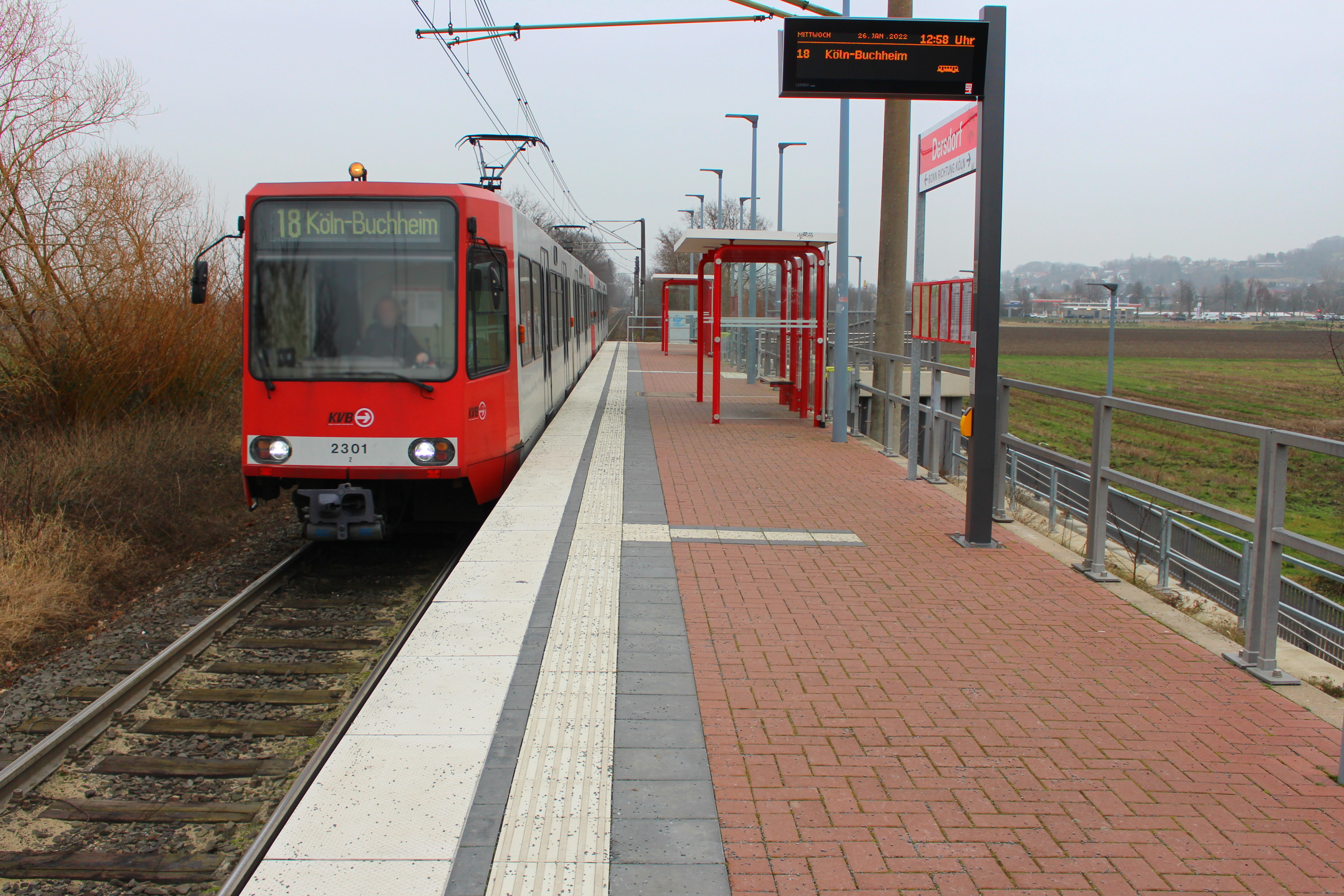
Eingleisiger Haltepunkt Dersdorf

Der Haltepunkt Dersdorf (⊙) befindet sich an der eingleisigen Strecke auf einem hohen Bahndamm und hat wie Walberberg nur einen Seitenbahnsteig. Er wurde am 14. Juni 1931 eröffnet und erhielt im März 1990 einen Hochbahnsteig mit neuem Zugang. Ursprünglich deutlich außerorts gelegen, ist die Haltestelle mittlerweile durch die Ausdehnung des Ortes bis an diesen herangerückt. Im Januar 2020 wurde ein barrierefreier Ausbau der Haltestelle abgeschlossen, im Zuge dessen unter anderem eine Rampe zu dem hochgelegenen Bahnsteig errichtet wurde, der zuvor nur durch einen Treppenaufgang erreichbar war.

#### Bornheim
Der Bahnhof Bornheim (⊙) erschließt den Ort Bornheim und hat, obwohl er an einem eingleisigen Streckenabschnitt liegt, zwei Gleise und Bahnsteige, da sich hier bis zum zweigleisigen Ausbau des Abschnittes Roisdorf West–Alfter die Bahnen regulär begegneten und sich hier zudem der Endpunkt der Linie 68 befindet. Die Bahnen dieser Linie nutzen auch das in Richtung Dersdorf vorhandene Wendegleis. Die Haltestelle verfügt seit Dezember 1988 über Hochbahnsteige; im Mai 2021 wurde ein noch weitergehender barrierefreier Umbau der Haltestelle abgeschlossen.
Ein weiterer Haltepunkt Bornheim West am Gewerbegebiet Hellenkreuz war zuletzt im Rahmen des zweigleisigen Ausbaus im Gespräch.

#### Bornheim-Roisdorf
Der Bornheimer Stadtteil Roisdorf besitzt zwei Haltepunkte an der Vorgebirgsbahn. An der Grenze zum Hauptort befindet sich Bornheim Rathaus (⊙); der Haltepunkt wurde nach langjährigen Vorplanungen im September 2004 in Betrieb genommen und verfügt wie Dersdorf nur über einen Seitenbahnsteig.
Recht zentral in Roisdorf befindet sich der am 1. Juli 1929 im Zuge der neuen Streckenführung der Vorgebirgsbahn eröffnete Haltepunkt Roisdorf West (⊙), der Name bezieht sich auf die westliche Lage zum Bahnhof Roisdorf an der linken Rheinstrecke in ca. 600 m Entfernung. 1986 wurde an der Haltestelle ein P+R-Platz gebaut.

#### Alfter

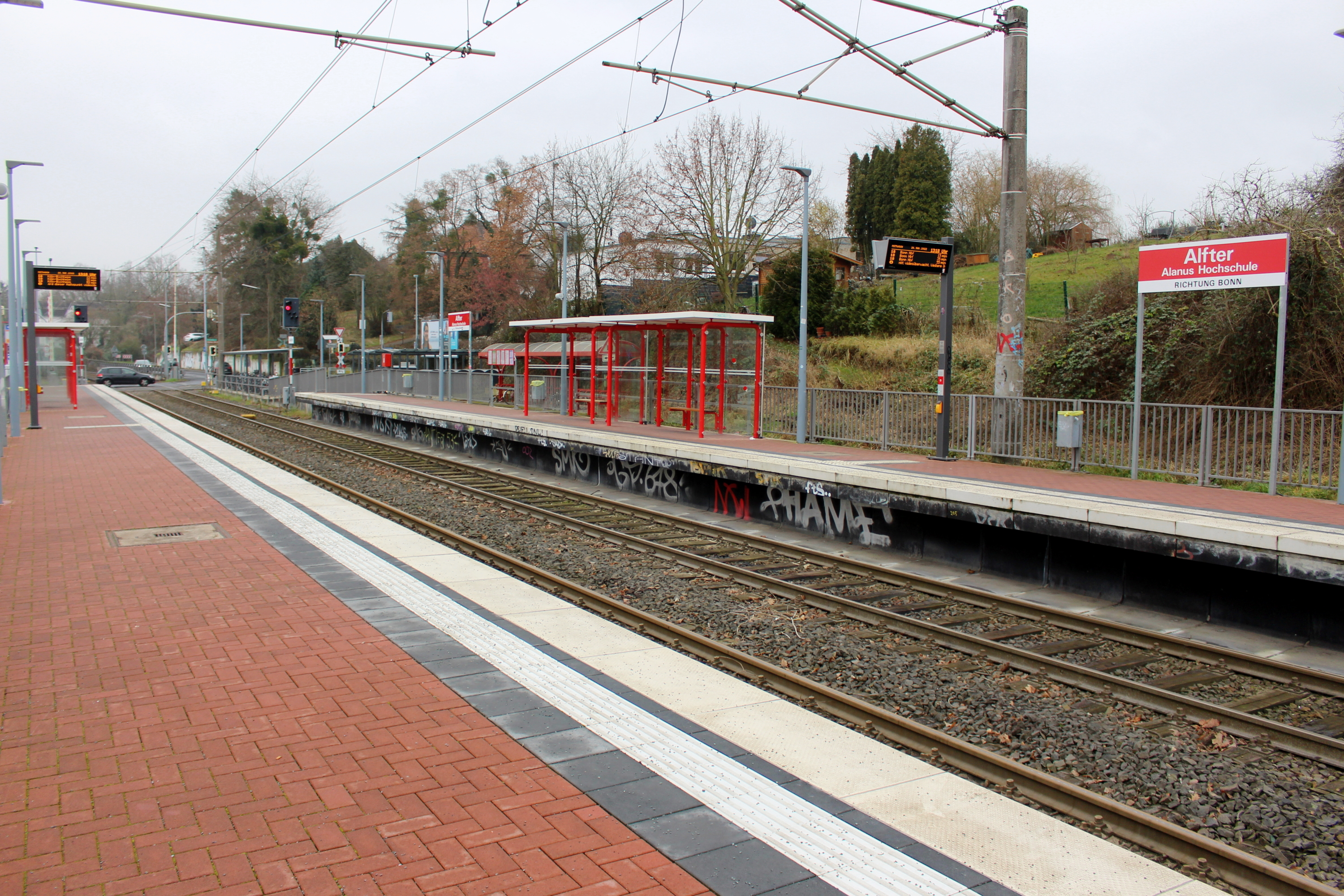
Haltepunkt Alfter/Alanus Hochschule

Die Gemeinde Alfter hat nur einen Haltepunkt (⊙) an der Vorgebirgsbahn, die durch den nördlichen Rand des Gemeindegebietes führt. Der Haltepunkt besitzt mittlerweile den Namenszusatz Alanus Hochschule. Alfter hat keinen Haltepunkt an der linken Rheinstrecke, obwohl auch diese durch das Gemeindegebiet führt. Die einzigen weiteren Haltepunkte in Alfter befinden sich in den Stadtteilen Impekoven und Witterschlick an der Voreifelbahn. Der im Jahr 2019/2020 sanierte Haltepunkt verfügt über zwei Bahnsteige und ist der letzte auf Infrastruktur der HGK. Hinter Alfter überquert die Strecke die Kreisstraße K12n und damit auch die Stadtgrenze von Bonn. Ab hier gehört die Infrastruktur den Stadtwerken Bonn und ist rechtlich wieder eine Straßenbahnstrecke.

#### Bonn-Dransdorf

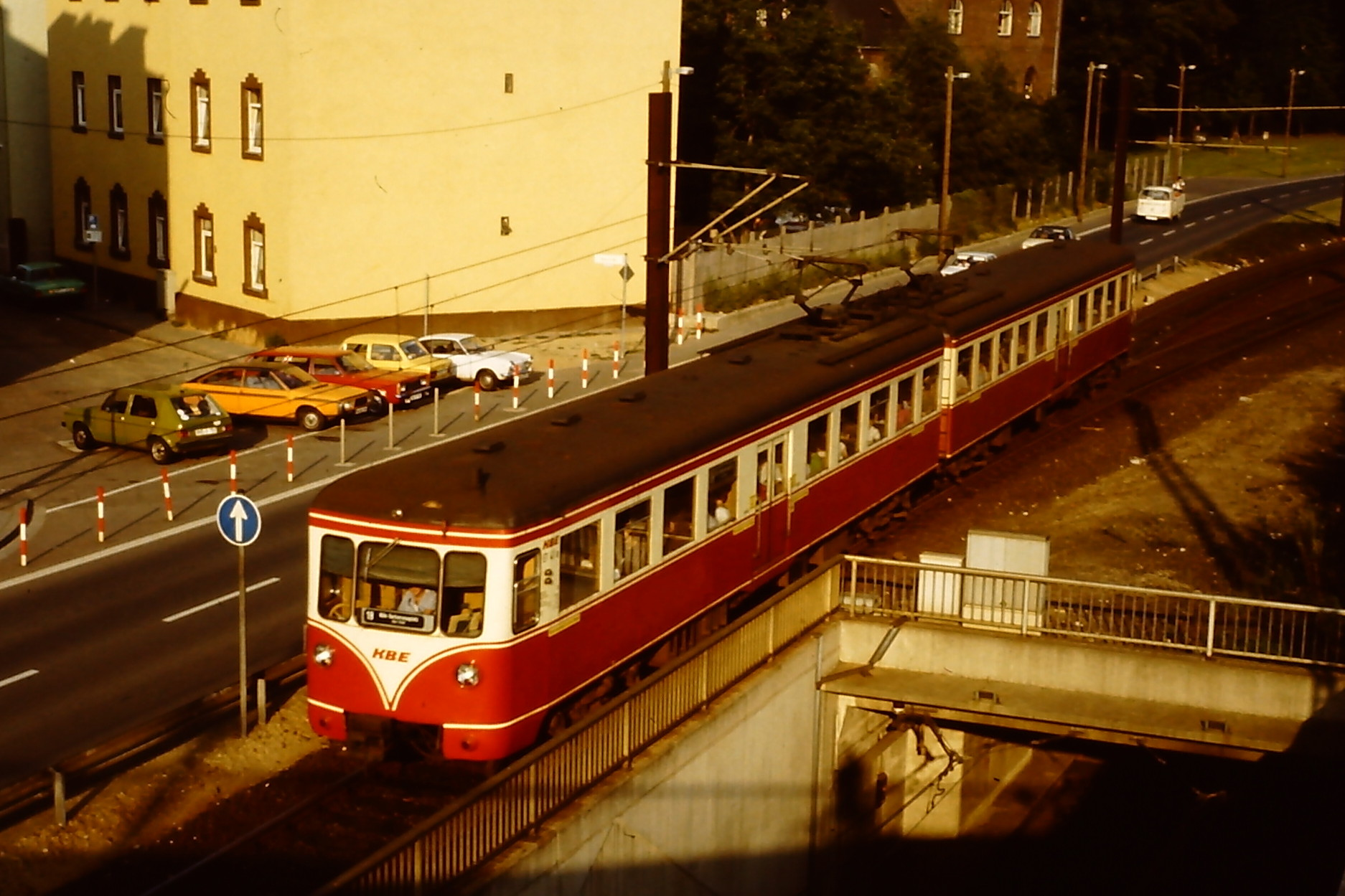
ET 47 bei der Ausfahrt aus Bonn

Die heutige Haltestelle Dransdorf (⊙) ist Überbleibsel des früher deutlich größeren Bahnhofs der KBE. Neben dem Personenverkehr gab es erheblichen Güterumschlag, außerdem war die aus Bonn kommende Strecke bis Dransdorf wegen des starken Güterverkehrs dreigleisig ausgebaut, während die Vorgebirgsbahn hinter Dransdorf eingleisig wurde. Heute besteht die Haltestelle Dransdorf noch aus zwei seitlichen Hochbahnsteigen, die bei dem im Jahre 1987 nach dem Beginn des Stadtbahnbetriebs erfolgten Umbau angelegt wurden. 2020 wurde der Pflasterbelag der Haltestelle erneuert, die nunmehr auch über neue Überdachungen aus Stahl-Glas-Konstruktionen verfügt.

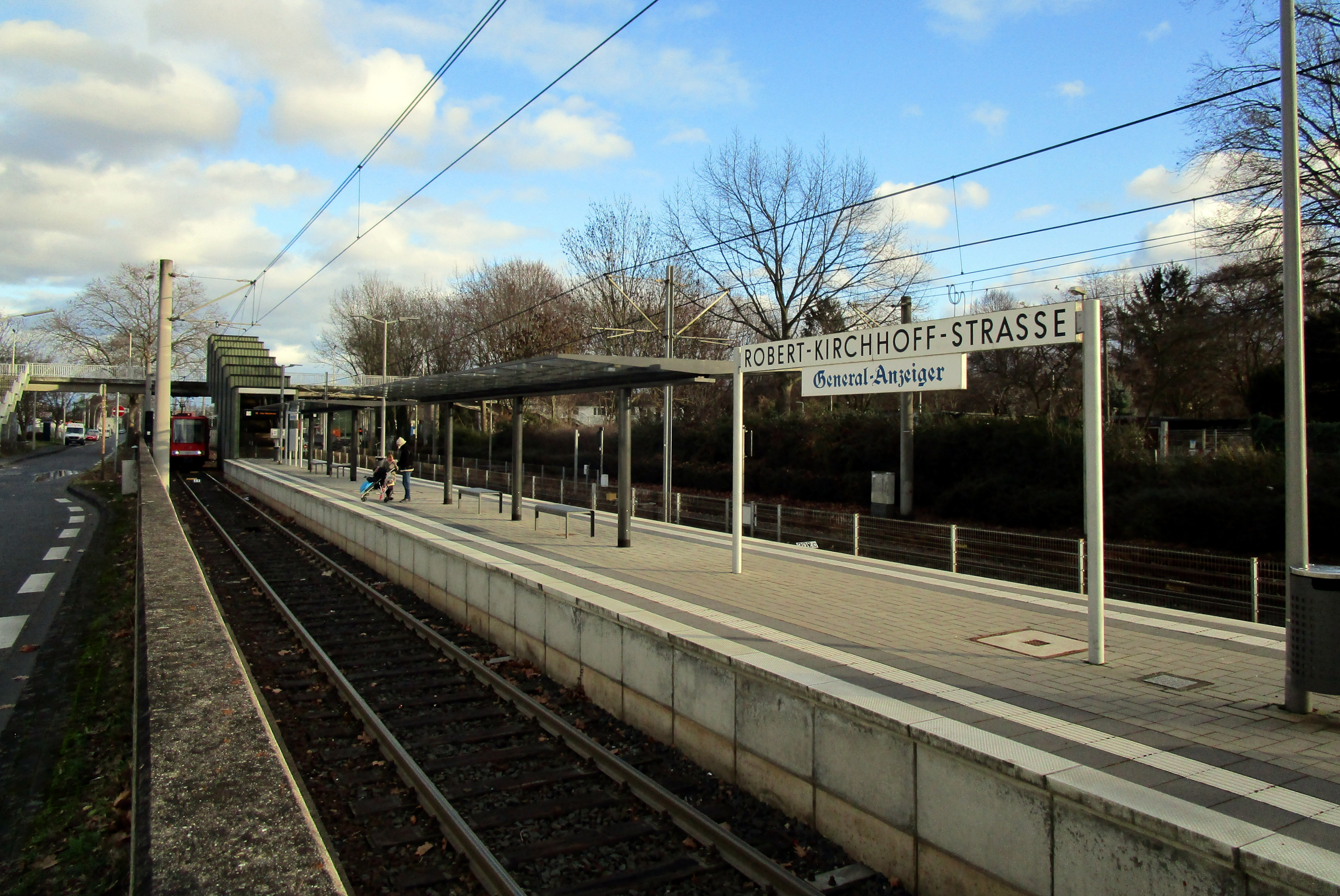
Haltestelle Robert-Kirchhoff-Straße

Die Haltestelle Roberf-Kirchhoff-Straße (⊙) erschließt den östlichen Teil von Dransdorf und das zugehörige Gewerbegebiet inklusive des Stadtbahn-Betriebshofs der SWB. Der über eine Brücke erreichbare Mittelbahnsteig wurde am 21. Mai 1984 in Vorbereitung auf den Stadtbahnbetrieb eröffnet und erst nach dessen Beginn höhergelegt. Von November 2016 bis April 2017 wurde die Haltestelle durch Schaffung zweier zusätzlicher Gleisübergänge und den Bau einer Rampe barrierefrei ausgebaut und dabei auch der Bahnsteig um zehn Meter verlängert; Restarbeiten und der Bau neuer Stahl-Glas-Überdachungen zogen sich noch bis zur zweiten Jahreshälfte 2017 hin. Hier trifft die Strecke auf die stillgelegte Güterbahn Bonn-Dransdorf–Bonn-Dransdorf Ügbf–Bonn Bendenfeld–Bonn Güterbahnhof. Die Verbindungsweiche wurde zwischenzeitlich ausgebaut, die Strecke ist noch vorhanden.

#### Bonn-Nordstadt

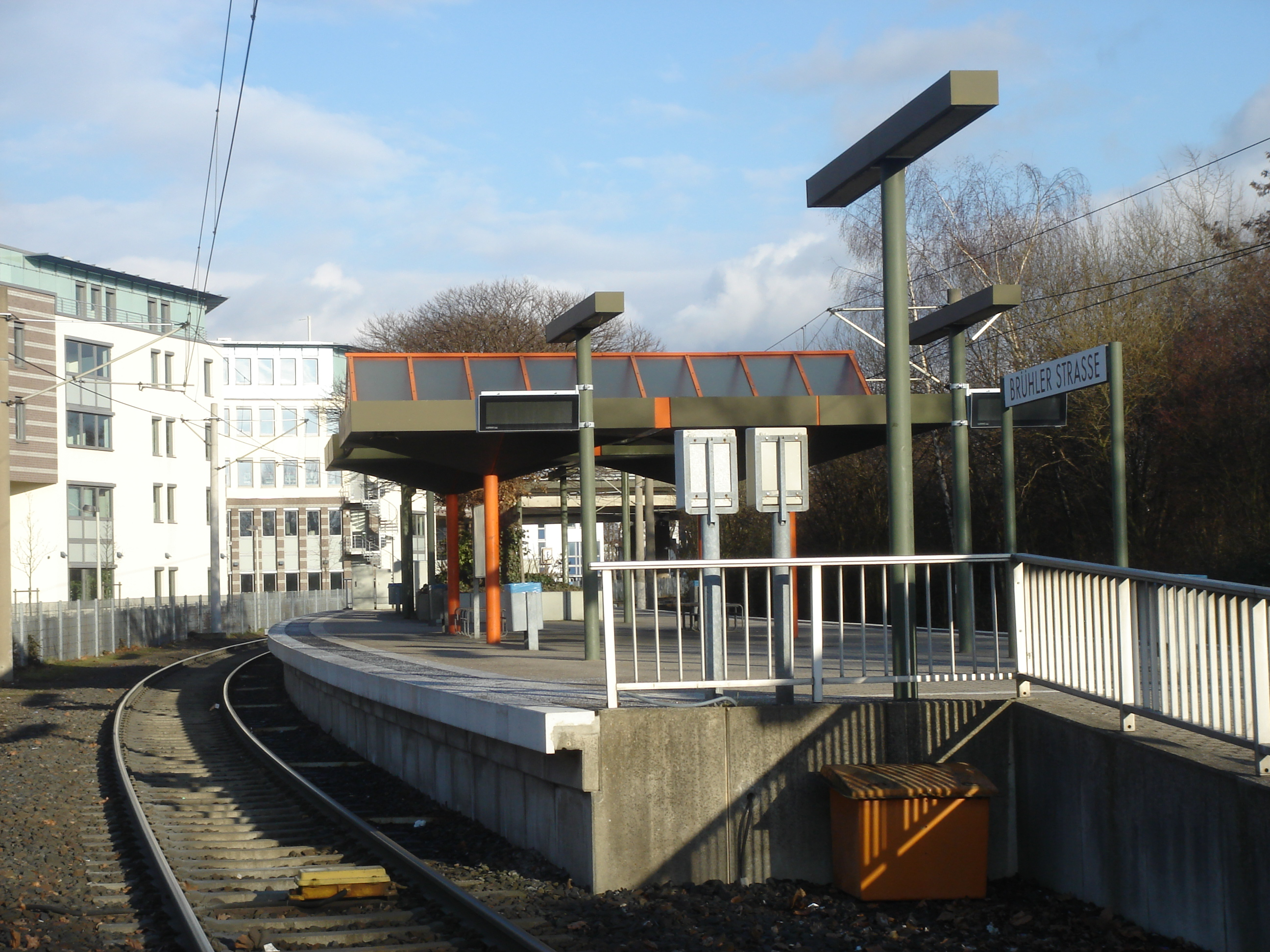
Brühler Straße

Die Haltestelle Brühler Straße (⊙) wurde 1968/69 von der KBE als Ersatz für den nach der Entstehung der Großwohnsiedlung Neu-Tannenbusch und der Verlegung der Rheinuferbahn dorthin aufgegebenen Haltepunkt Bonn-Tannenbusch (eröffnet 1961) eingerichtet. 1985 wurde die Haltestelle im Zuge des Ausbaus für den Stadtbahnbetrieb um 170 Meter in Richtung Bonn verlegt und dabei der heutige Mittelbahnsteig angelegt. Die Station ist verhältnismäßig abgelegen und auch dadurch bekannt, dass sie von Zügen, die in den Betriebshof Dransdorf einrücken, als Ziel geschildert wird. 2020/21 wurde die bisherige Überdachung der Haltestelle durch eine Stahl-Glas-Konstruktion ersetzt.
Kurz vor der Haltestelle unterquert die Vorgebirgsbahn, erst seit 1986 zweigleisig, zusammen mit der Justus-von-Liebig-Straße die linke Rheinstrecke und die Rheinuferbahn. Zweitere hat hier in 300 m Entfernung die Haltestelle Propsthof Nord. Aus Richtung Endenich kommt hier außerdem die Voreifelbahn hinzu. Ab hier führen alle drei Strecken entlang der linken Rheinstrecke bis Bonn Hbf, die Stadtbahngleise für Vorgebirgsbahn und Rheinuferbahn liegen nordöstlich.

Während die Bahnen der Voreifelbahn und über die linke Rheinstrecke erst im Bonner Hauptbahnhof halten, halten die der Vorgebirgsbahn vorher noch an der Haltestelle Bonn West (⊙). Die Haltestelle befindet sich etwas über einen Kilometer vom Hauptbahnhof entfernt und hat zwei Bahnsteige. Die Strecke führt weiter parallel zur linken Rheinstrecke, jedoch ab der Unterquerung der Viktoriabrücke unterirdisch. Kurz vor dem Hauptbahnhof kommt hier noch die Stadtbahnstrecke von der Haltestelle Stadthaus hinzu, die von den Linien der Siegburger Bahn genutzt wird.

#### Bonn Hauptbahnhof
Unter dem Bonner Hauptbahnhof der Deutschen Bahn befindet sich auch der Tiefbahnhof der Stadtbahn (⊙). Hier endet die Linie 18, während die Linie 16 nach Bad Godesberg weiterfährt.

## Planungen
Die Linie 18 ist heute die Linie mit dem höchsten Fahrgastaufkommen, die Kapazität ist jedoch durch die eingleisigen Abschnitte zwischen Bonn und Brühl-Schwadorf eingeschränkt. Die davon besonders betroffene Stadt Bornheim gab daher 2019 gemeinsam mit dem Rhein-Sieg-Kreis eine Machbarkeitsstudie über die Möglichkeiten einer Taktverdichtung und eines zweigleisigen Ausbaus in Auftrag.
Da es zwischen den Haltestellen Klettenbergpark und Efferen an der Kreuzung Militärringstraße/Luxemburger Straße immer wieder zu langen Staus kommt, ist der Bau eines 70 Meter langen Tunnels hinter der Wendeanlage Klettenberg geplant, durch den die Bahn diesen Staubereich unterqueren würde.
Ausgehend von Hürth-Hermülheim ist ein Abzweig (Stichbahn) geplant. Geplant ist, den Abzweig der Schwarzen Bahn wieder in Betrieb zu nehmen und eine neue Stadtbahnstrecke über den Hürther Bogen zu errichten. Die neue Linie 19 soll bis zum ZOB in Hürth-Mitte fahren, ein Zwischenhalt ist an der Duffesbachstraße vorgesehen. Durch einen 10-Minuten-Takt auf beiden Linien entstünde zwischen Köln und Hermülheim ein 5-Minuten-Takt. Dafür ist allerdings der Ausbau an des Tunnels in Klettenberg notwendig.
Zwischen Hermülheim und Fischenich ist außerdem ein neuer Haltepunkt mit dem Namen Kalscheuren geplant, der südlich der Brücke über die Umgehungsstraße entstehen soll.

## Spitznamen
Im Volksmund wurde das Kürzels „KBE“ der die Vorgebirgsbahn befahrenden Köln-Bonner Eisenbahnen scherzhaft umgedeutet. Am häufigsten wurde die Vorgebirgsbahn als „Kappes-Buure-Express“ (rheinisch für „Weißkohl-Bauern-Express“) und Kann-Beliebig-Eintreffen bezeichnet.